# Circulation: Cardiovascular Imaging
Circulation: Cardiovascular Imaging is een internationaal
peer-reviewed wetenschappelijk tijdschrift
op het gebied van het gebruik van de medische beeldvorming in de cardiologie.
Het wordt uitgegeven door Lippincott Williams & Wilkins namens de
American Heart Association. Het is een van de subtijdschriften van Circulation.